# Moorabool
Moorabool är en kommun i Australien. Den ligger i delstaten Victoria, omkring 68 kilometer väster om delstatshuvudstaden Melbourne. Antalet invånare var 31 818 vid folkräkningen 2016.
Följande samhällen finns i Moorabool:
- Bacchus Marsh
- Bungaree
- Wallace
- Parwan